# İpek İpekçioğlu

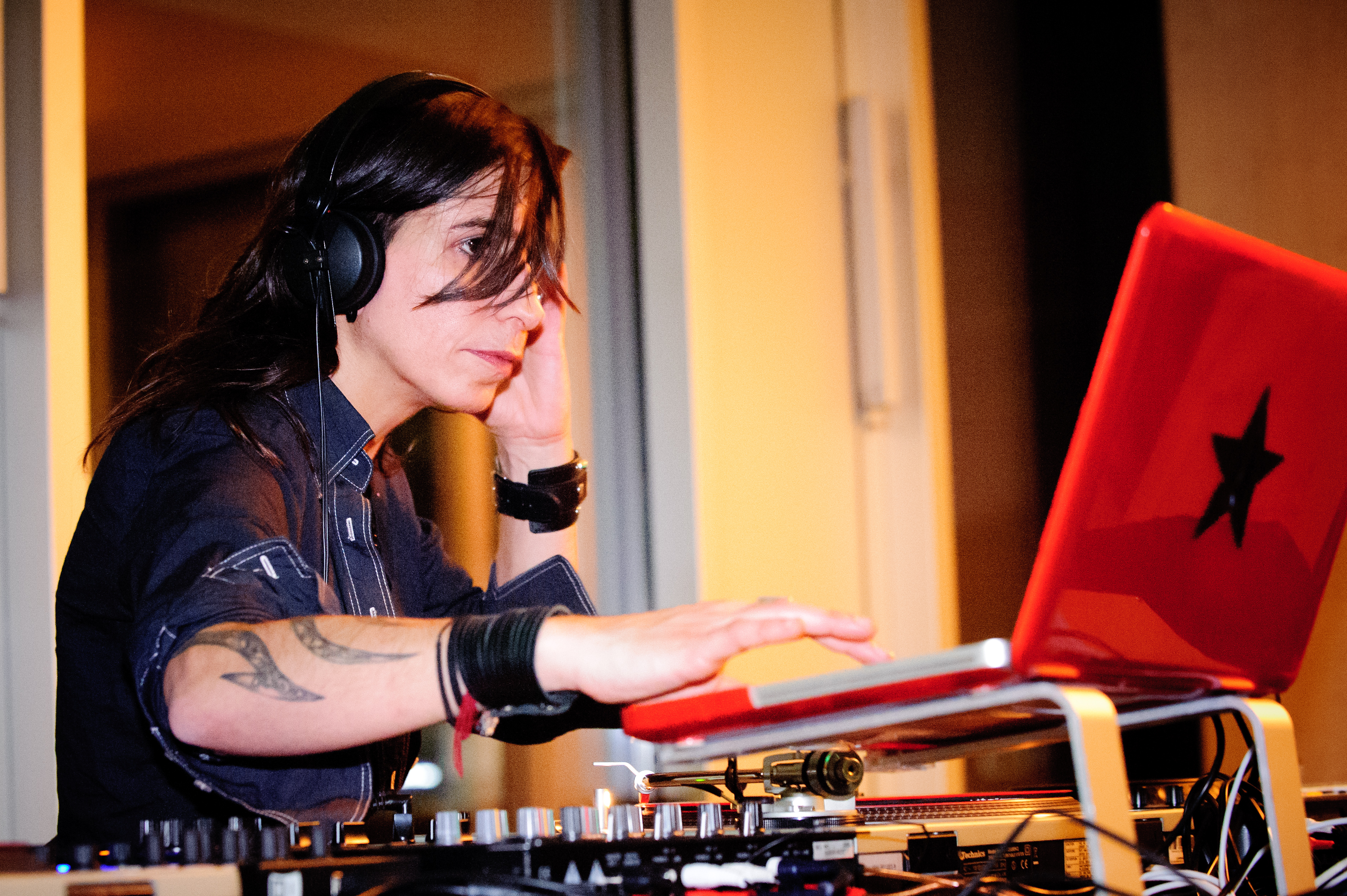
İpek İpekçioğlu (2012)

İpek İpekçioğlu (* 1972 in München), auch bekannt als DJ Ipek, ist eine deutsche DJ, Musikproduzentin und Autorin. Als Eventmanagerin und Aktivistin ist sie Teil des Künstlernetzwerkes Kanakwood und Mitbegründerin zweier Vereine. Daneben tritt sie als Referentin zu den Themen Homosexualität und Migration auf.

## Leben

### Ausbildung und gesellschaftliches Engagement

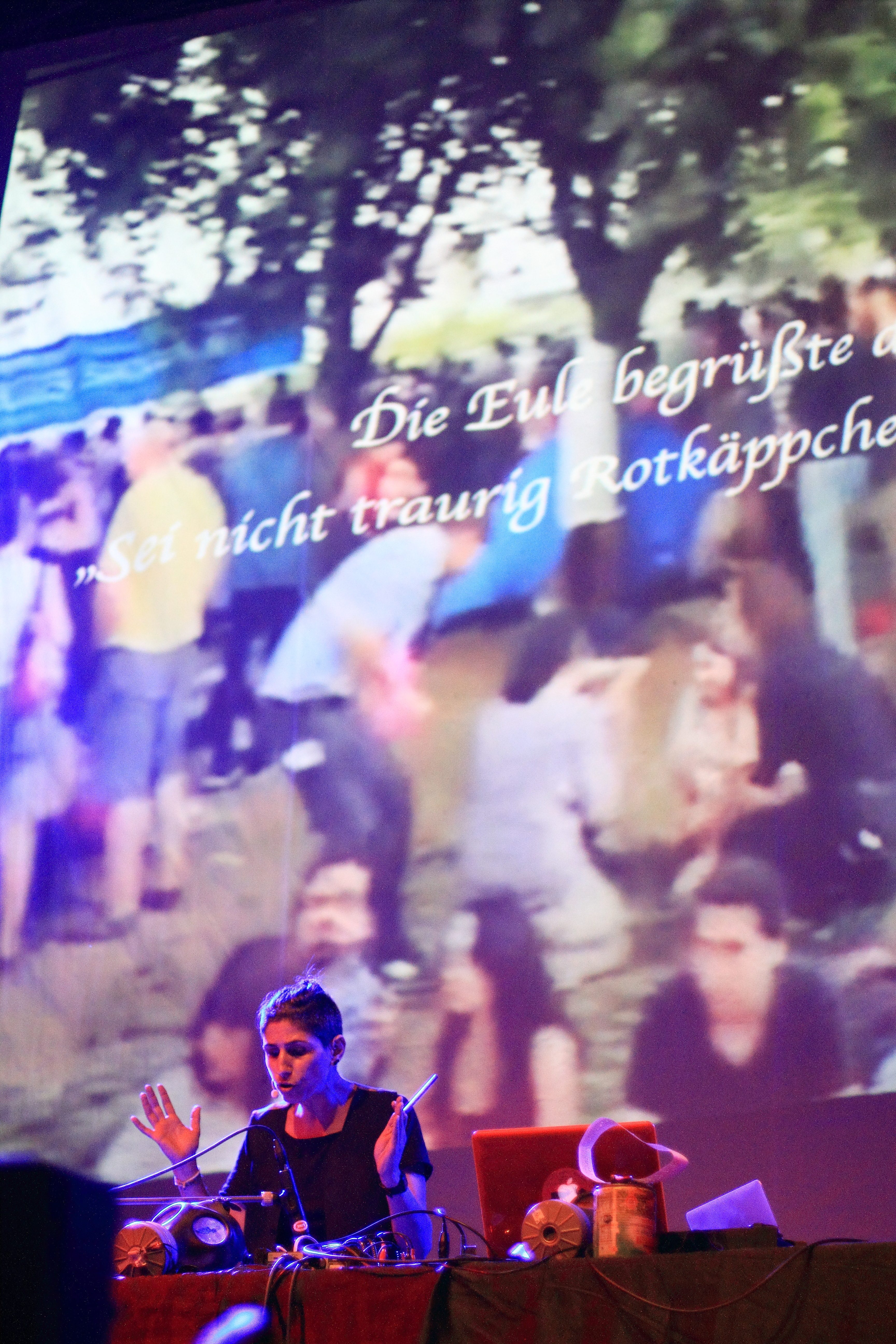
DJ Ipeks düstere deutsch-türkische Version des Rotkäppchen auf dem Rudolstadt-Festival – wenige Tage vor dem Putschversuch in der Türkei 2016

Die türkischstämmige Deutsche, die offen lesbisch ist, studierte Sozialpädagogik. Ihre Diplomarbeit schrieb sie 1997 über das Thema Lesbisch und Türkisch! Ein Widerspruch!? Selbstbild der lesbischen Immigrantinnen der 2. Generation aus der Türkei, die ihren Lebensmittelpunkt in der BRD haben. Eine Reihe ihrer späteren Aufsätze zu Identitätspolitik und Homosexualität wurden in Fachzeitschriften bzw. -büchern veröffentlicht. Bezüglich dieser Themen tritt sie auch als Referentin auf und findet Erwähnung in den Medien. Daneben ist sie Co-Autorin des Bandes Lebenswelten von Migrantinnen und Migranten in Berlin (2001), der in der Reihe Dokumente lesbisch-schwuler Emanzipation erschien und von der Berliner Senatsverwaltung herausgegeben wurde.
Nach dem Studium bildete sich İpekçioğlu im Bereich Eventmanagement weiter und hostet heute u. a. das „postmigrantische“ Künstlernetzwerk Kanakwood (zusammen mit Gió Di Sera, Jale Arıkan, Nermin Uçar und Shermin Langhoff), das unter anderem auch von Künstlern wie Fatih Akın, Eleni Ampelatiotov, Züli Aladag, Gianluca Vallero, Thomas Arslan, Neco Çelik, Daniel Acht, Ali Eckert, Emily Atef oder Ayse Polat genutzt wird.
İpek İpekçioğlu gehört zu den Gründungsmitgliedern des Arbeitskreises Migranten unterschiedlicher sexueller Orientierung (Amuso) und der „Gays & Lesbians aus der Türkei e. V.“ (GLADT). Auch aktiv ist sie in der in Anlehnung an Feridun Zaimoğlus Buch Kanak Sprak – 24 Mißtöne vom Rande der Gesellschaft entstandenen Aktivistengruppierung Kanak Attak, die eine migrantische Perspektive „jenseits von Identitätspolitik“ eröffnen will. DJ Ipek ist die Cousine von Ezhel.

### DJ und Musikerin

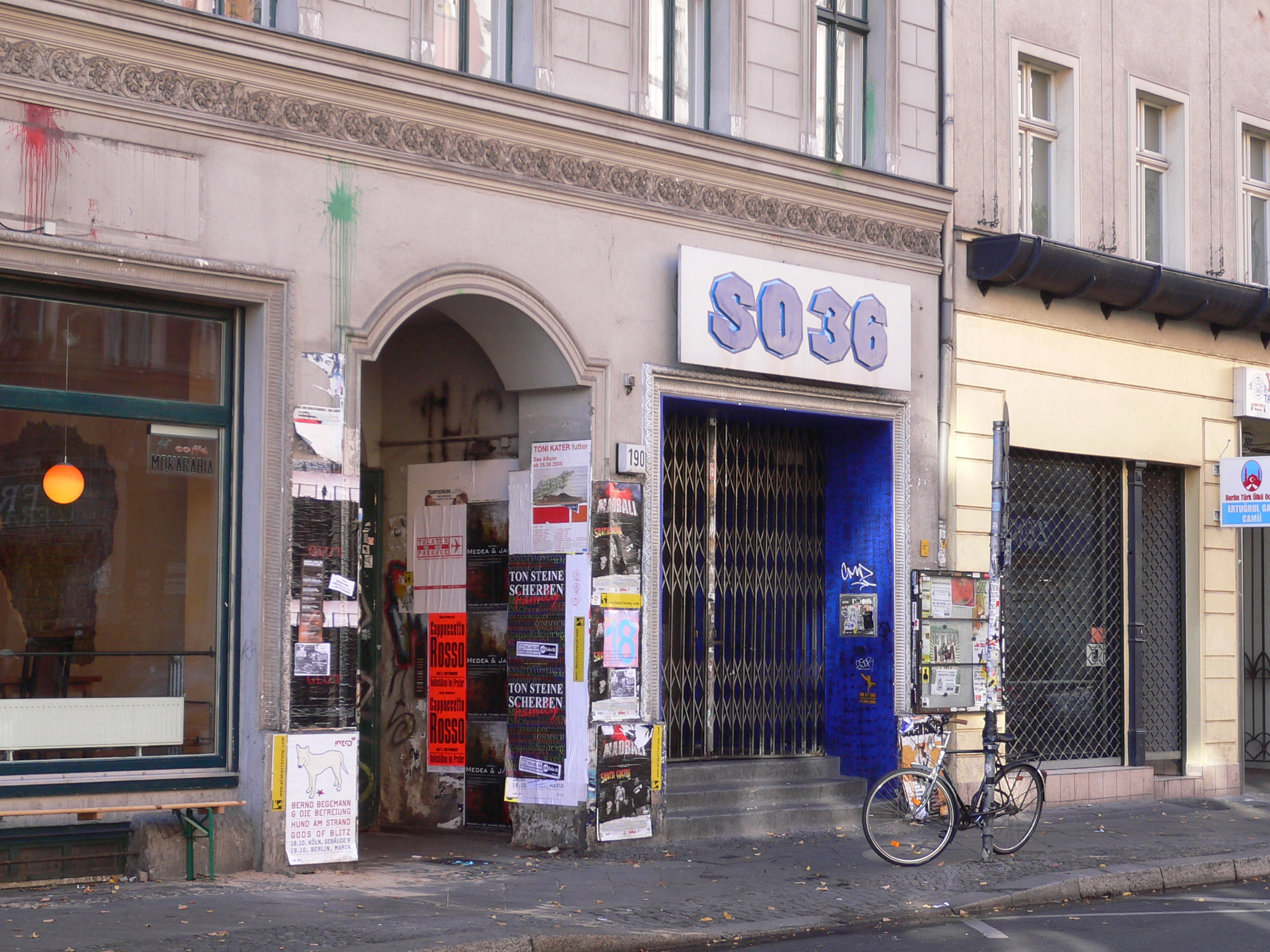
DJ Ipek gehört zu den regelmäßig auftretenden DJs im Kreuzberger Szene-Club SO36

Seit Anfang der 1990er Jahre ist İpekçioğlu als DJ Ipek in der Berliner Clubszene eine bekannte Discjockey.
Resident-DJ ist sie mit DJ mikki_p, wenn im SO36 die monatliche Kreuzberger HomOriental Nacht Gayhane stattfindet, die von Fatma Souad (Hakan Tandoğan) organisiert und veranstaltet wird. Diese „homOrientalische Gayhane“-Nacht gehört zu den wichtigsten kulturellen Veranstaltungen der Schwulen- und Lesbenszene Berlins.
Daneben ist sie auch Resident-DJ beim Berliner Club Deewane, der Hamburger Gay-Orient-Kitchen und im Orient in Stockholm.
In Deutschland legte İpek İpekçioğlu auch bei Großveranstaltungen wie der Berlinale oder dem Karneval der Kulturen auf. Durch zahlreiche Auftritte im Ausland in Clubs und auf Festivals (unter anderem New York City, Amsterdam, Mali, Salvador da Bahia, Istanbul, Glasgow und Peking) wurde sie auch international bekannt.
Ihre stilbildende Mixtur aus Techno und Bauchtanzrhythmen, aus orientalischen, türkischen, kurdischen, aber auch anderen, beispielsweise griechischen, indischen oder karibischen Musikelementen ist als „Berliner Ethno-House“ bezeichnet worden. Der Journalist Daniel Bax nannte sie in diesem Zusammenhang eine „Zeremonienmeisterin der transkulturellen Völkerverständigung“. DJ Ipek sagt, sie scheue sich nicht musikalische und politische Tabus zu brechen. Auf der Bühne begleiteten sie verschiedene Künstler wie Mercan Dede, Baba Zula, dZihan & Kamien und Nithin Sawney.
2006 gab sie das Album Beyond Istanbul heraus, das im In- und Ausland sehr positive Kritiken erhielt. Die Süddeutsche Zeitung nannte sie eine musikalische wie politische „Visionärin“, deren „eklektizistische Entdeckungsreise […] unmittelbar in ein Land der krassen gesellschaftlichen Umbrüche [führt], weit jenseits der Klischees und bekannter Pop-Exporte wie Sänger Tarkan.“ Das Hamburger Abendblatt sprach von „musikalische[r] Aufklärungsarbeit vom Allerfeinsten.“ Der „scheuklappen- und ideologiefreie Querschnitt“ (Rolling Stone) wurde zum Album des Monats der Sendung „Weltempfänger“ im Bayerischen Rundfunk gewählt.
Ipeks Kompilation Import Export a la Turka (2007) beschäftigte sich mit „der deutsch-türkischen Musik von den 1990ern bis heute“: Aziza A., Sender Freie Rakete, Fresh Familee, VolkanikMan, Huelya, Metin Candan, Beser Sahin, Stoneheads, Aleksey feat. Oezkan, Derya, Muri & Pegah Ferydoni, Nure & Nubun, Muhabbet, Bremen Immigrant Orchester, Sema Mutlu, Grup Ünlü, Sultan Tunc, Spark und M.E.S.S. Berlin.
In den letzten Jahren komponierte DJ Ipek außerdem eine kleinere Anzahl Jingles und Filmmusiken.

### Weitere Aktivitäten
In dem Spielfilm Berlin Beshert (2002) von November Wanderin übernahm Ipek Ipekcioglu, seit ihrer Kindheit dem Laientheaterspiel verbunden, eine Rolle als „Hava, das Traumgirl“. Das halbstündige Werk wurde am 12. November 2002 bei den Jüdischen Kulturtagen in Berlin uraufgeführt.
Auch belletristische Texte wurden von İpekçioğlu veröffentlicht. In deutscher und türkischer Sprache erschien zum Beispiel der von der Berliner Lesbenberatung herausgegebene Text Ayşe ist verliebt in Anja (1992). Daneben gehörte İpekçioğlu zu den prominenten Deutschtürken, die einen Beitrag zu dem Buch Was lebst Du? Jung, deutsch, türkisch – Geschichten aus Almanya (2005) verfassten.

### Auszeichnungen
In Schweden wurde sie durch das Homosexuellen-Magazin QX zum hippesten DJ Europas gewählt. Eine weitere internationale Auszeichnung war ein Sieg İpekçioğlus bei der World Beat DJ Competition 2005 in London. Ihre CD Beyond Istanbul bekam einen Platz auf der Bestenliste des Preises der deutschen Schallplattenkritik.
In der Kategorie „aktivistisches Lebenswerk“ erhielt sie 2024 beim Berliner Christopher Street Day den „Soul of Stonewall Award 2024“.

### Radiosendungen
DJ Ipek war samstags um 18:00 Uhr im 2-4 wöchentlichen Wechsel mit ihrer Sendung Eklektik BerlinIstan auf Radio multicult2.0 zu hören.

## Diskografie

### Alben
- Beyond Istanbul. Underground Grooves of Turkey. Compiled by DJ İpek İpekçioğlu, 2006
- Import Export a la Turka. Turkish Sounds from Germany, 2007

### Jingles
- Şimdi Now, 2004
- Dolmush X-Press – Festival

### Filmmusik
- Katzenball von Veronika Minder
- The Best of the Wurst von Grace Lee. Berlinale Talent Campus, 2003

## Veröffentlichungen
- Verliebt in Gayhane: Wie alles anfing!!!, in: Nicolaus Schmidt, KOSMOS GAYHANE, Band: Magazin, S. 12–17,  Hrsg. Kunststiftung K52, Art In Flow • Verlag für Zeitgenössische Kunst, Berlin 2021, ISBN 978-3-938457-50-4

### Belletristik
- Ayşe ist verliebt in Anja / Ayşe bir kıza aşık …, hrsg. von der Lesbenberatung e. V., Berlin 1992.
- Turkish Coming-out, in: Ayşegül Acevit/Birand Bingül (Hrsg.): Was lebst Du? Jung, deutsch, türkisch – Geschichten aus Almanya. Knaur, München 2005, S. 103 ff., ISBN 978-3-426-77797-8.

### Fachliche Beiträge
- Vom anderen Ufer. Lesbische und schwule Migrantenjugendliche, in: Iman Attia, Helga Marburger (Hrsg.): Alltag und Lebenswelten von Migrantenjugendlichen. Interdisziplinäre Studien zum Verhältnis von Migration, Ethnizität und gesellschaftlicher Multikulturalität. IKO-Verlag. Frankfurt am Main 2000, S. 173 ff., ISBN 978-3-88939-520-7.
- Lebenswelten von Migrantinnen und Migranten in Berlin, hrsg. vom Fachbereich gleichgeschlechtliche Lebensweisen, Senatsverwaltung für Schule, Jugend und Sport, Berlin 2001 (Dokumente lesbisch-schwuler Emanzipation, Bd. 19; Mitarbeit).